# 스탠리 컵

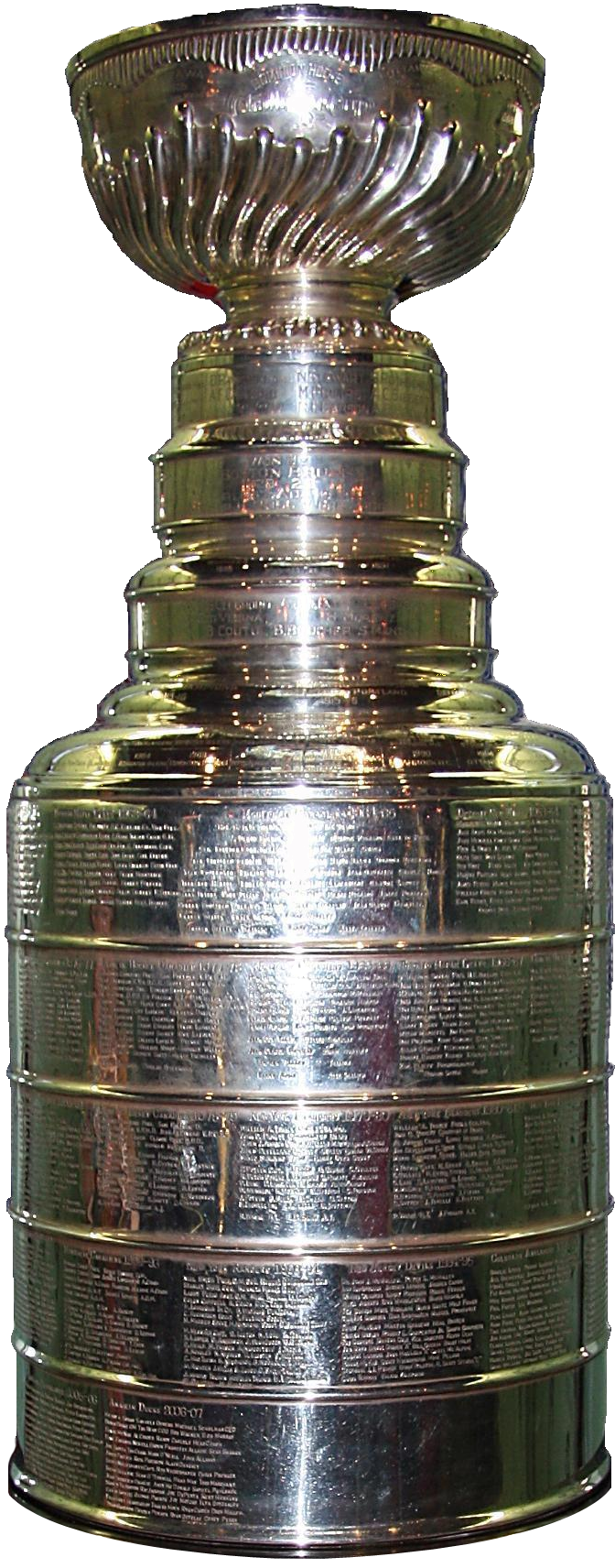
스탠리 컵

스탠리 컵(Stanley Cup, 이전 명칭은 Dominion Hockey Challenge Cup, 프랑스어로는 La Coupe Stanley)은 NHL(내셔널 하키 리그)에서 플레이오프 토너먼트의 우승팀에게 주는 우승컵 혹은 트로피다. 다른 명칭으로 The Cup, 스탠리 경의 컵, 성배, 그리고 주로 스포츠 기자들이 가볍게 쓰는 익살스러운 표현으로 스탠리 경의 머그컵과 같은 것들이 있다.
트로피의 상부에 있는 잔은 2가지가 있는데, 하나는 오랜 세월을 겪으며 낡아버린 진짜 컵으로 1970년부터 캐나다 온타리오주 토론토에 있는 명예의 전당에 전시되어 있다. 나머지 하나는 1960년 중반에 몬트리올의 대장간 칼 피터센(Carl Petersen)에서 제작한 복제품으로 플레이오프 우승팀에 실제 수여되거나 광고 선전에 이용되는 것은 이것이다. 또 아래에 위치한 밴드도 오래된 것들은 차례로 바꾸고, 바뀐 것은 명예의 전당에 보관된다.
스탠리 컵이라는 표현은 일반적으로, 사물인 우승컵 그 자체를 가리킬 때도 있지만, NHL(및 NHL 출범 전의 아이스하키 리그)의 우승을 상징적으로 가리키기도 하기 때문에 문맥과 상황에 맞게 받아들이면 된다.
한국인 중에서는 백지선이 1990-91 시즌과 1991-92 시즌에 우승함으로써 스탠리 컵에 이름을 새겼다.